# Darjeeling
Darjeeling (Nepali: दार्जीलिंगⓘ) este un oraș cu circa 128.000 locuitori (în 2006), sediul Distritului Darjeeling, care este situat în zona dealurilor Shiwalik din partea sudică de joasă altitudine a munților Himalaya, la o altitudine medie de 2.100 metri.  Orașul Darjeeling, precum districtul omonim, se găsesc în statul Bengalul de Vest al Indiei.

## Galerie de imagini

Darjeeling
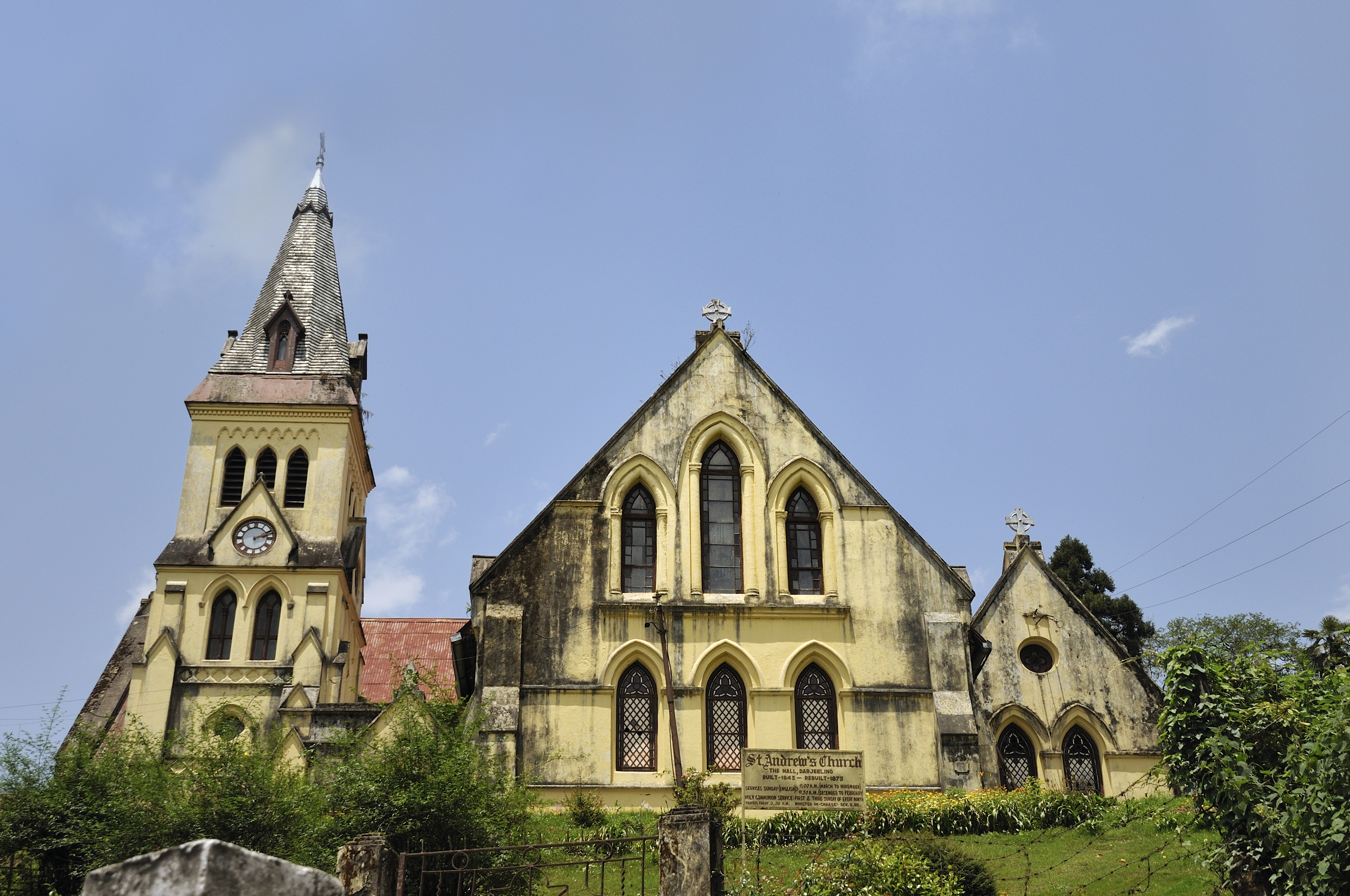
St. Andrew's Church
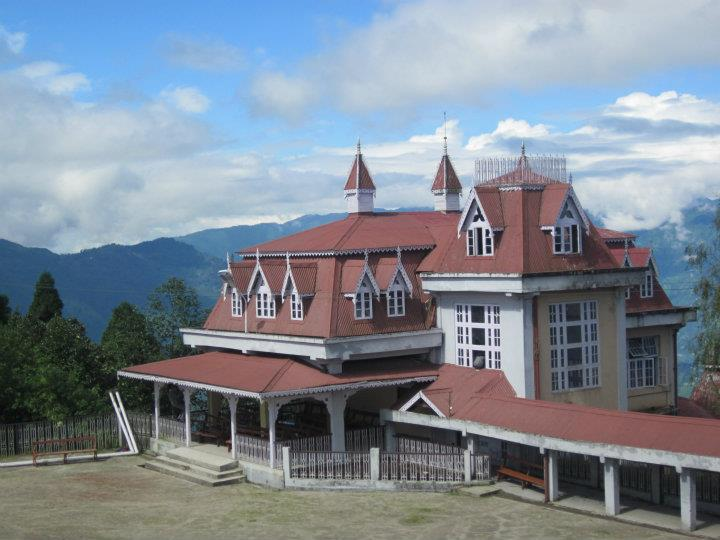
St. Paul's School
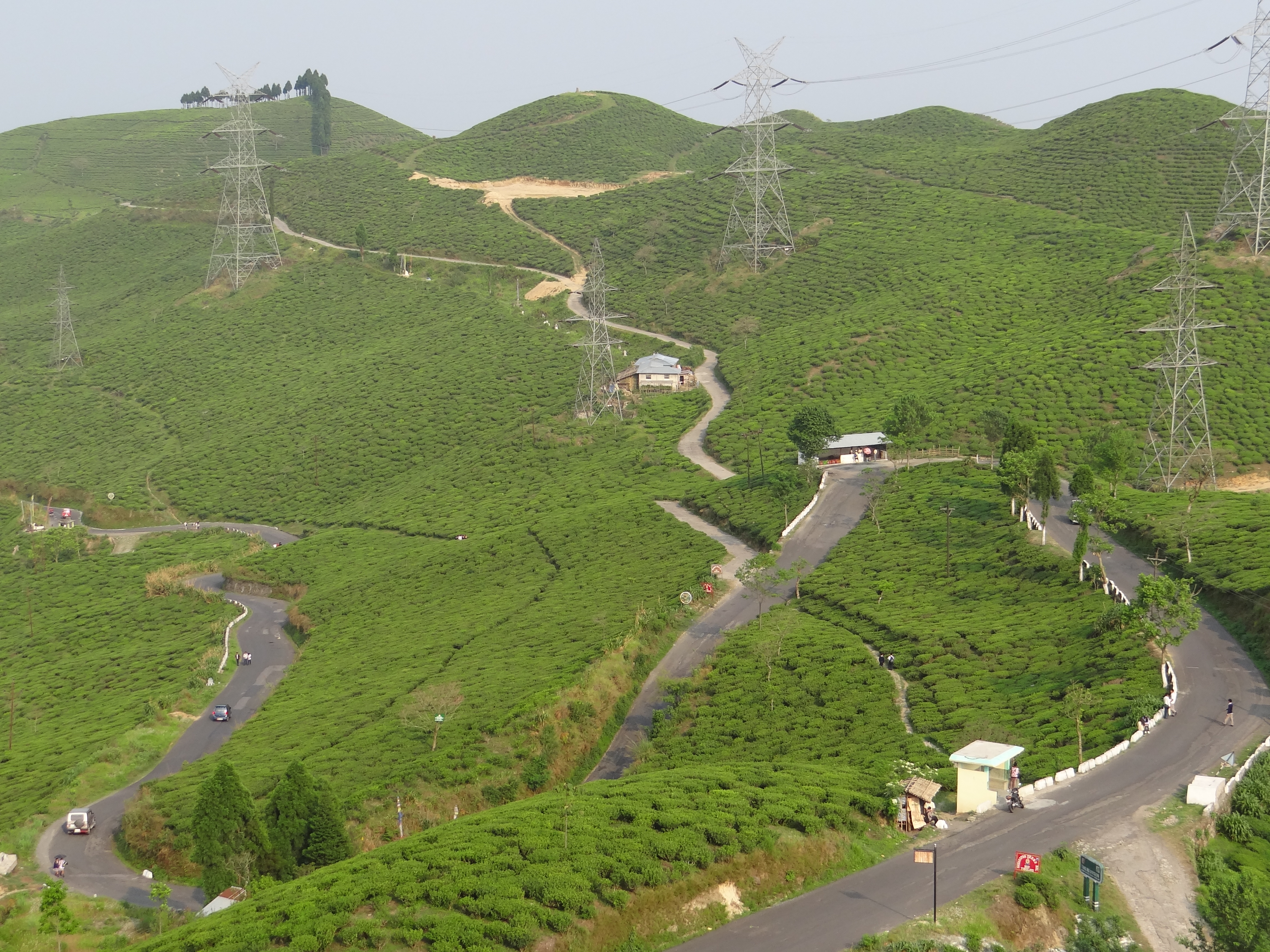
Tea gardens
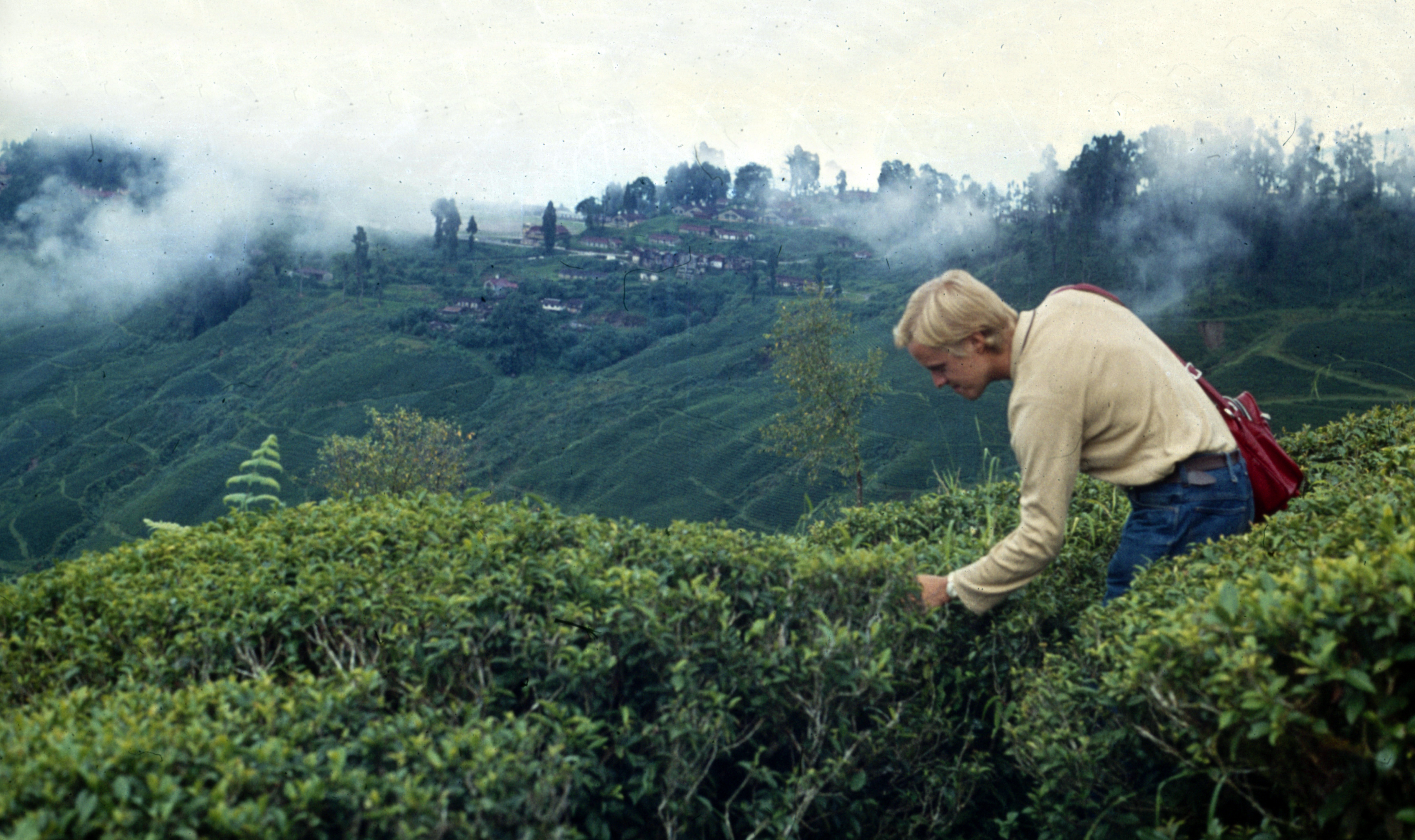
1976
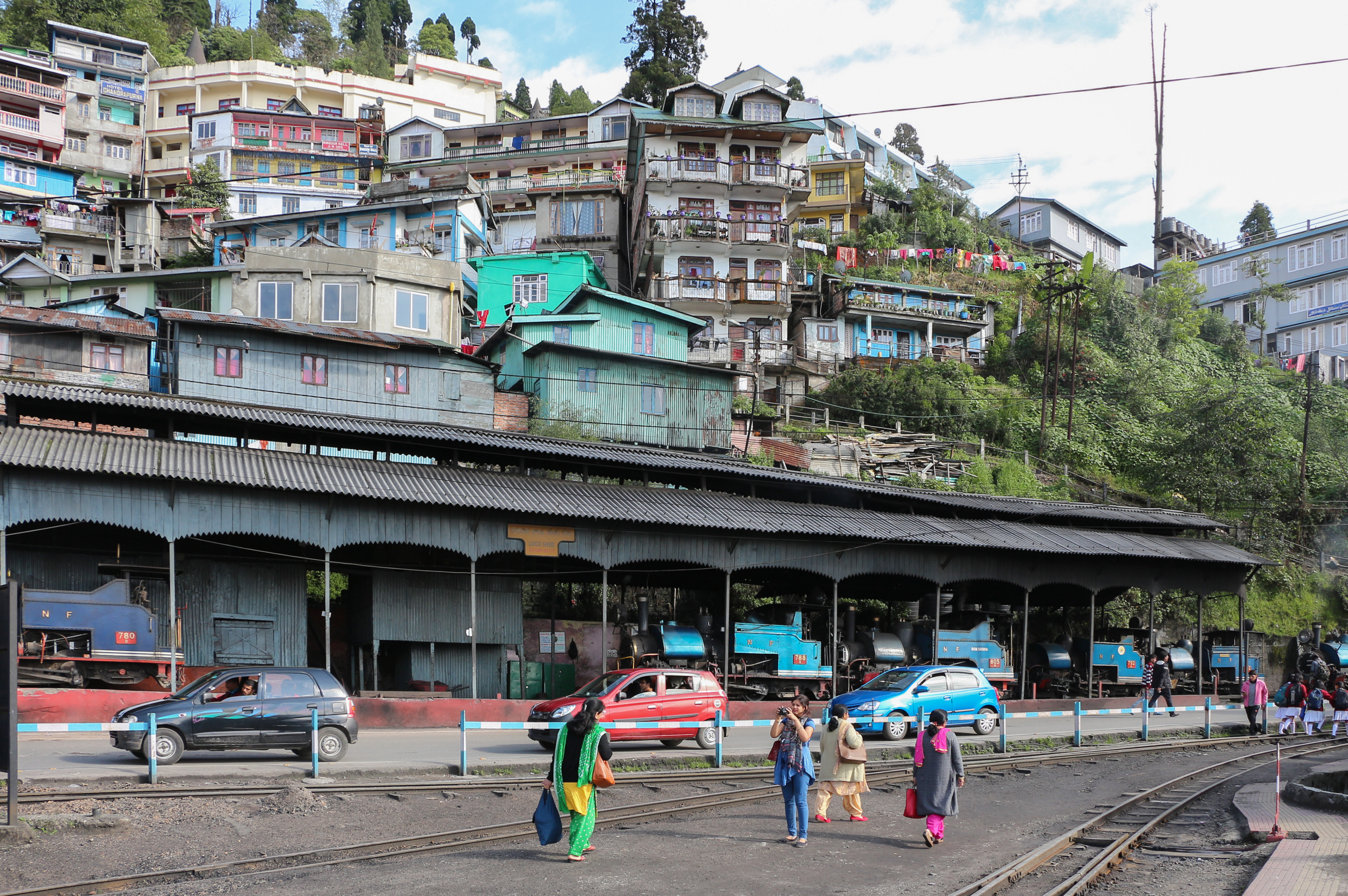
Railway station
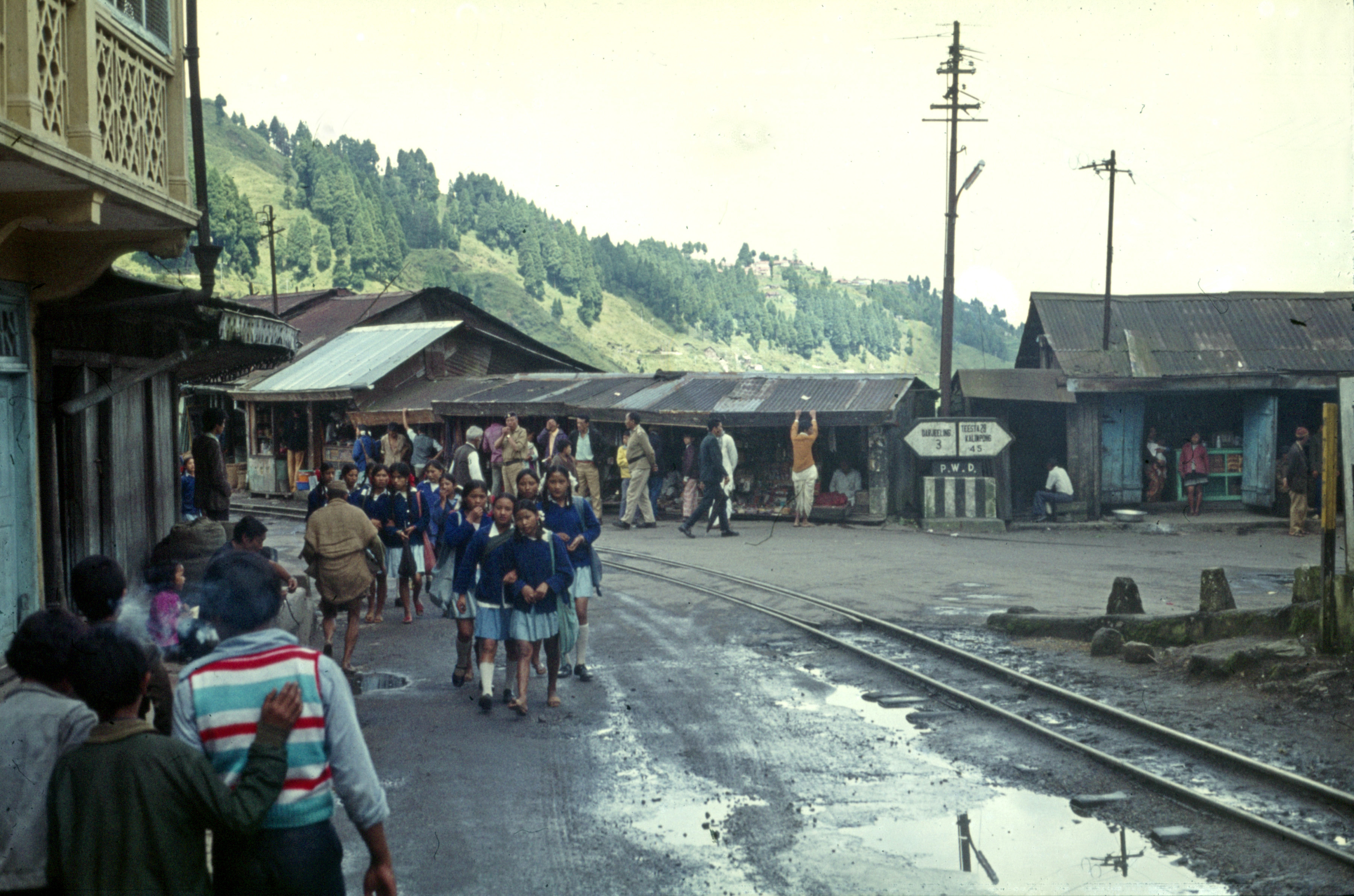
1976
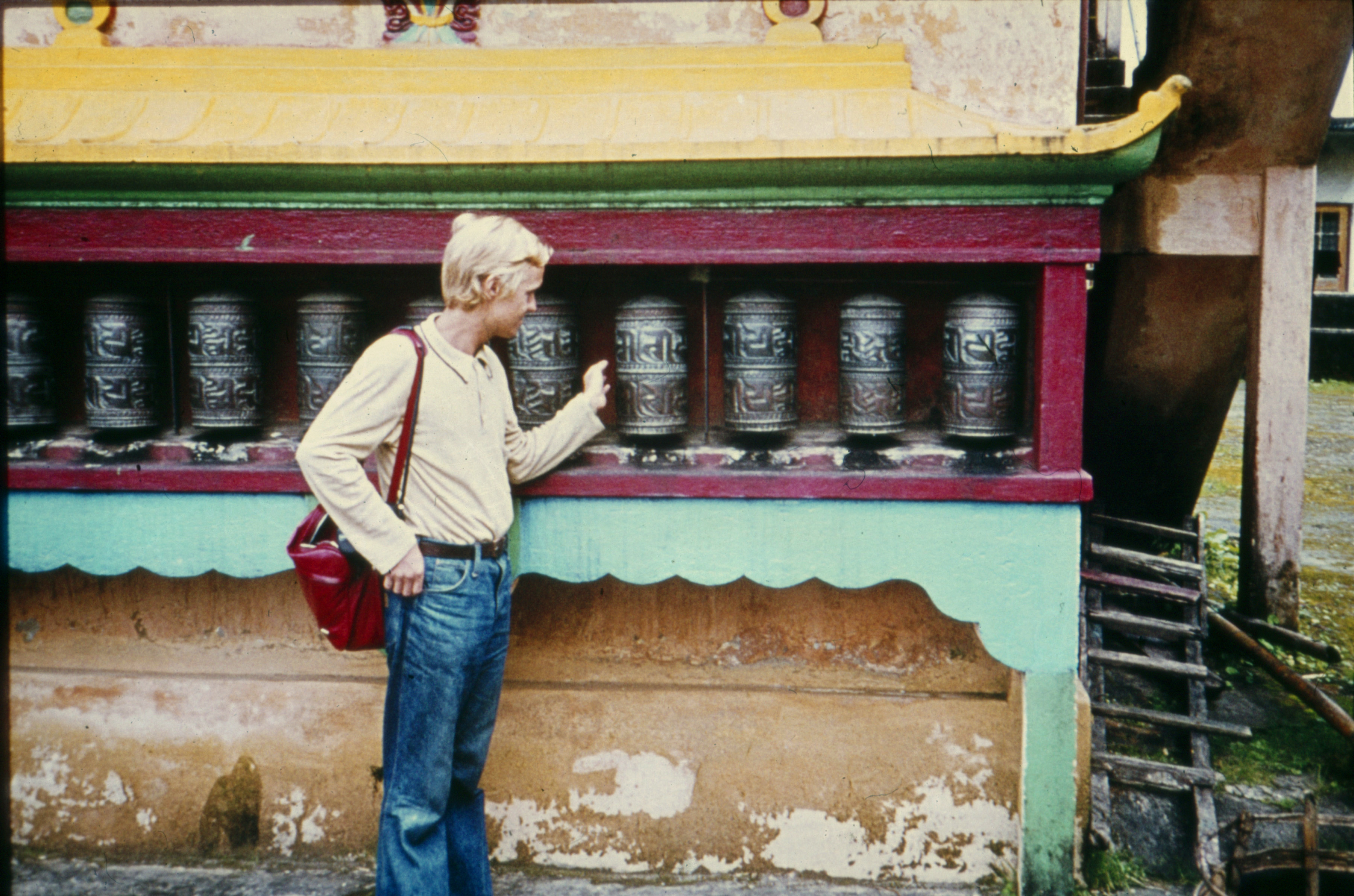
1976
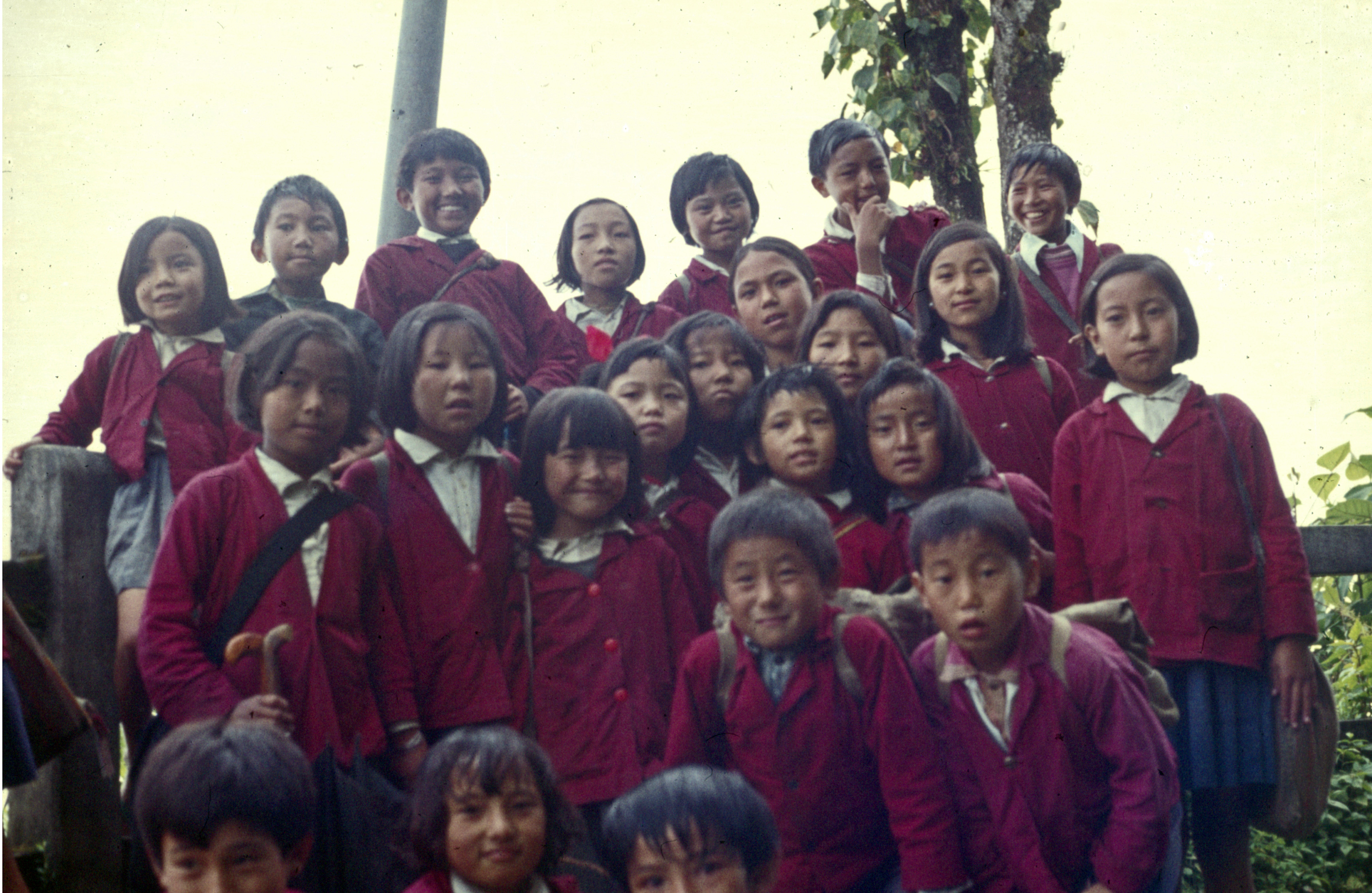
1976